# Hyrynsalmi

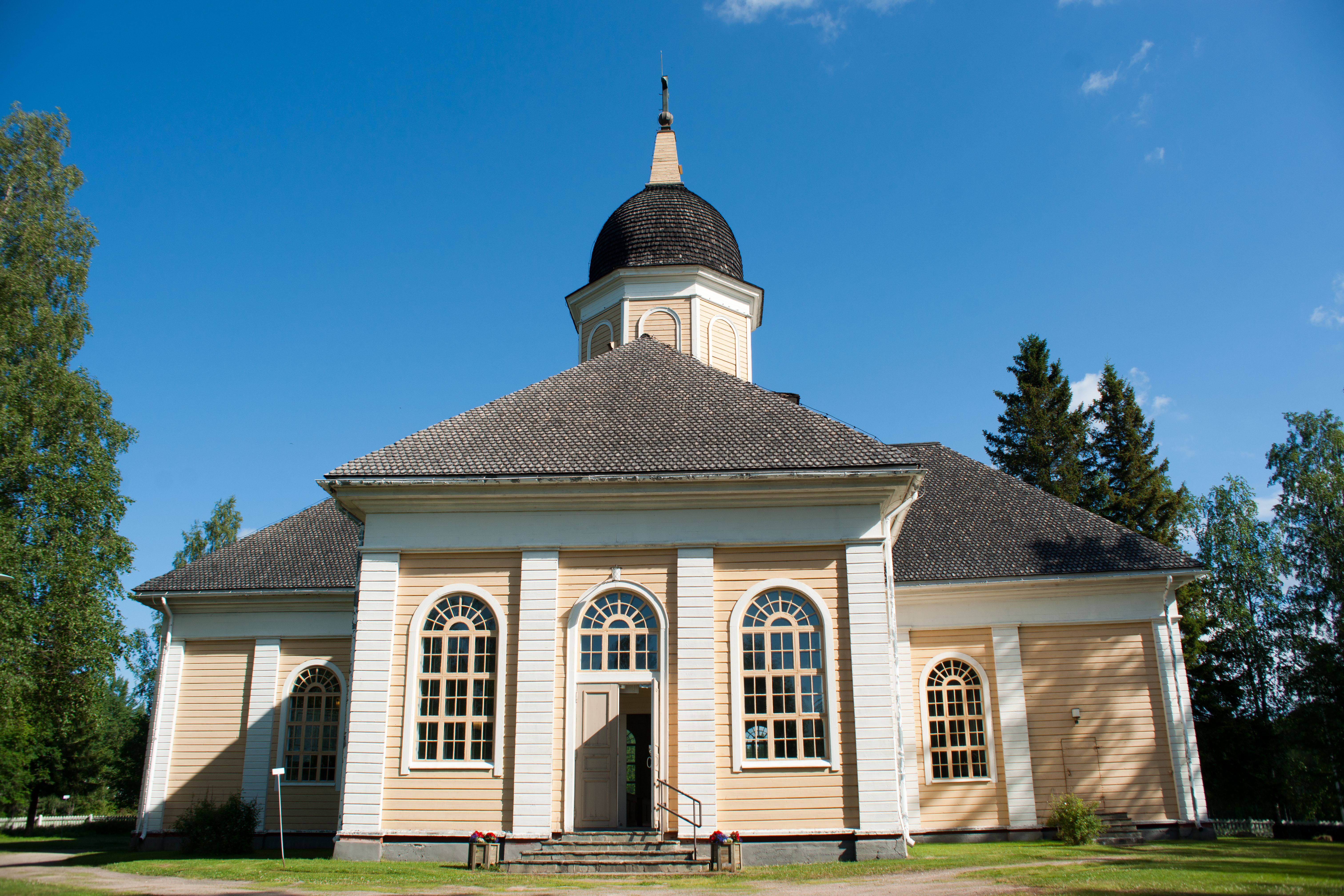
Die Kirche

Hyrynsalmi [ˈhyrynsɑlmi] ist eine Gemeinde in der nordostfinnischen Landschaft Kainuu mit 2094 Einwohnern (Stand 31. Dezember 2022).
Hyrynsalmi liegt recht abgelegen rund 70 Kilometer nördlich der Stadt Kajaani. Zur Gemeinde gehören neben dem namensgebenden Hauptort die Dörfer Kytömäki, Luvankylä, Moisiovaara, Oravivaara, Tapanivaara und Väisälä. Weite Teile des Gemeindegebiets sind eine fast unberührte Waldlandschaft, insbesondere um den See Saarijärvi finden sich noch unberührte Urwälder.
Bis in die jüngere Vergangenheit war die Gegend ein Zentrum der Teerbrennerei und der Gewinnung von Süßwasserperlen. In den letzten Jahrzehnten war die Gemeinde wie viele ländliche Gebiete von Wirtschaftsproblemen und einem massiven Bevölkerungsrückgang betroffen. Einer der Haupterwerbszweige ist heute der Tourismus, insbesondere im Skiresort Ukkohalla. 
Während des Fortsetzungskrieges in den Jahren 1942–44 erbaute die deutsche Wehrmacht unter Einsatz von Zwangsarbeitern eine Schmalspurbahn von Hyrynsalmi nach Kuusamo. Viele der Arbeiter, zum überwiegenden Teil sowjetische Kriegsgefangene, kamen unter den schweren Bedingungen ums Leben oder wurden ermordet, wovon noch heute Massengräber entlang der Strecke zeugen. Die Bahn wird daher auch als kuolemanrata („Todesbahn“) bezeichnet. Nach Kriegsende wurden die Gleise und technischen Anlagen demontiert und als Reparationen in die Sowjetunion überführt.

## Persönlichkeiten
- Hjalmar Appelgren (1853–1936), Archäologe und Konservator des historischen Staatsmuseums in Helsingfors